# ポール・ボキューズ

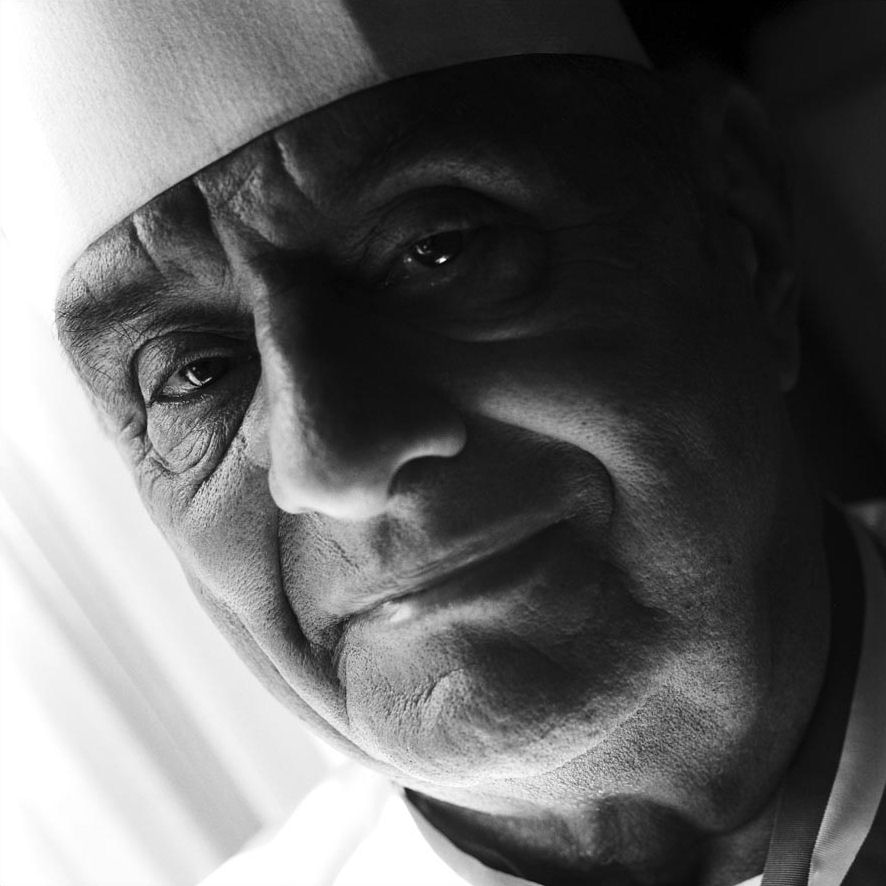
ポール・ボキューズ（2007年）

ポール・ボキューズ（Paul Bocuse, 1926年2月11日 - 2018年1月20日）は、フランスのリヨン近郊にあるレストラン「ポール・ボキューズ」のオーナー3つ星シェフで、ボキューズ・ドール賞の創設者。

## 来歴
リヨン近郊、ローヌ県コローニュ=オ＝モン＝ドールの料理人の家系に生まれる。1942年、16歳でリヨンの「レストラン・ド・ラ・ソワリー」（Restaurant de la Soierie）で見習いを始める。1944年には志願して従軍。第二次世界大戦後の1946年、リヨンの「ラ・メール・ブラジエ」（La Mère Brazier）で修業した後パリでもキャリアを積み、「ラ・ピラミッド」のフェルナン・ポワンに大きな影響を受けた。1959年に生家のレストラン「ポール・ボキューズ」を継いで、1961年には国家最優秀職人章（MOF）を取得、1965年に得たミシュランの3つ星を50年以上維持した。鱸のパイ包み焼きや、レジオン・ド・ヌール勲章を受勲した際、ヴァレリー・ジスカール・デスタン大統領に捧げたトリュフのスープは有名。クレーム・ブリュレを今の形にしたのも彼である。
日本での展開としては、かつてボキューズとの提携店として、銀座の「レンガ屋」や、六本木のアークヒルズ内の「ル・マエストロ・ポール・ボキューズ・トーキョー」が営業していたが、その後いずれも閉店した。2007年からはひらまつと提携して再びボキューズ・ブランドによる店舗展開を行っている。
日本における弟子としては、ボキューズのスー・シェフを務めた後1972年に銀座レンガ屋開店のため来日し、現在は東京ミッドタウンの「キュイジーヌ・フランセーズJJ（cuisine francaise JJ）」のシェフを務めていたジョエル・ブリュアン（Joel Bruant）がいる。また、日本人では、「アピシウス（APICIUS）」の総料理長である小林定や、「シェ・ナカ（Chez Naka）」のオーナ・シェフ中村通武、「ラ・ベカス（La Becasse）」の渋谷圭紀、「レ・クレアシヨン・ド・ナリサワ（Les Creations de NARISAWA）」の成澤由浩などがレストラン「ポール・ボキューズ」で修業している。
2018年1月20日にリヨン近郊のボキューズにて91歳で死去。死去時点で小野二郎（当時92歳）に次ぐ高齢3つ星シェフであった。なお、レストラン「ポール・ボキューズ」は、ポール・ボキューズ逝去後の2018ミシュランフランス版でも3つ星を維持したが、2020年版では2つ星に格下げにすることをミシュランガイドが決めたと報じられた。

## 略歴
- 1926年2月11日： リヨン郊外コロンジュ・オ・モン・ドール（Collonges au Mont d'Or）で生まれる。
- 1946年： リヨンの「ラ・メール・ブラジエ」（La Mère Brazier 1933年3つ星 オーナー・シェフ: ウジェニー・ブラジエ Eugénie Brazier（1895～1977）に見習いに入る。
- 1950年： 様々なレストランで修業した後、ヴィエンヌの「ラ・ピラミッド（La Pyramide）」に入り、フェルナン・ポワンのもとで修業を続ける。
- 1959年： 生家のレストラン「ポール・ボキューズ（Paul Bocuse）」を継ぐ。
- 1961年： フランス国家最優秀職人章（MOF）を取得、ミシュランの1つ星を獲得
- 1962年： ミシュランの2つ星を獲得
- 1965年： ミシュランの3つ星を獲得
- 1972年： 辻静雄がポール・ボキューズらを招き、公開技術講座を開く。
- 1974年： 辻静雄がフランス料理の研究と日本における正しい知識の普及につとめた功績からMOF名誉賞を受けたとき、ボキューズはトロワグロ兄弟らと来日し、辻調理師専門学校において、MOFの料理とはどのようなものかについて講義した。
- 1975年： フランス料理界における功績が評価され、レジオンドヌール勲章シュヴァリエ（Chevalier dans l'Ordre de la Legion d'Honneur）受勲
- 1987年： レジオンドヌール勲章オフィシエ（Officier dans l'Ordre de la Legion d'Honneur）受勲、ボキューズ・ドール国際料理コンクール（Bocuse d'Or）を設立
- 1989年： フランス国家最優秀職人（料理・レストラン部門）選抜委員長に就任
- 1993年： フランス国家功労賞の受賞

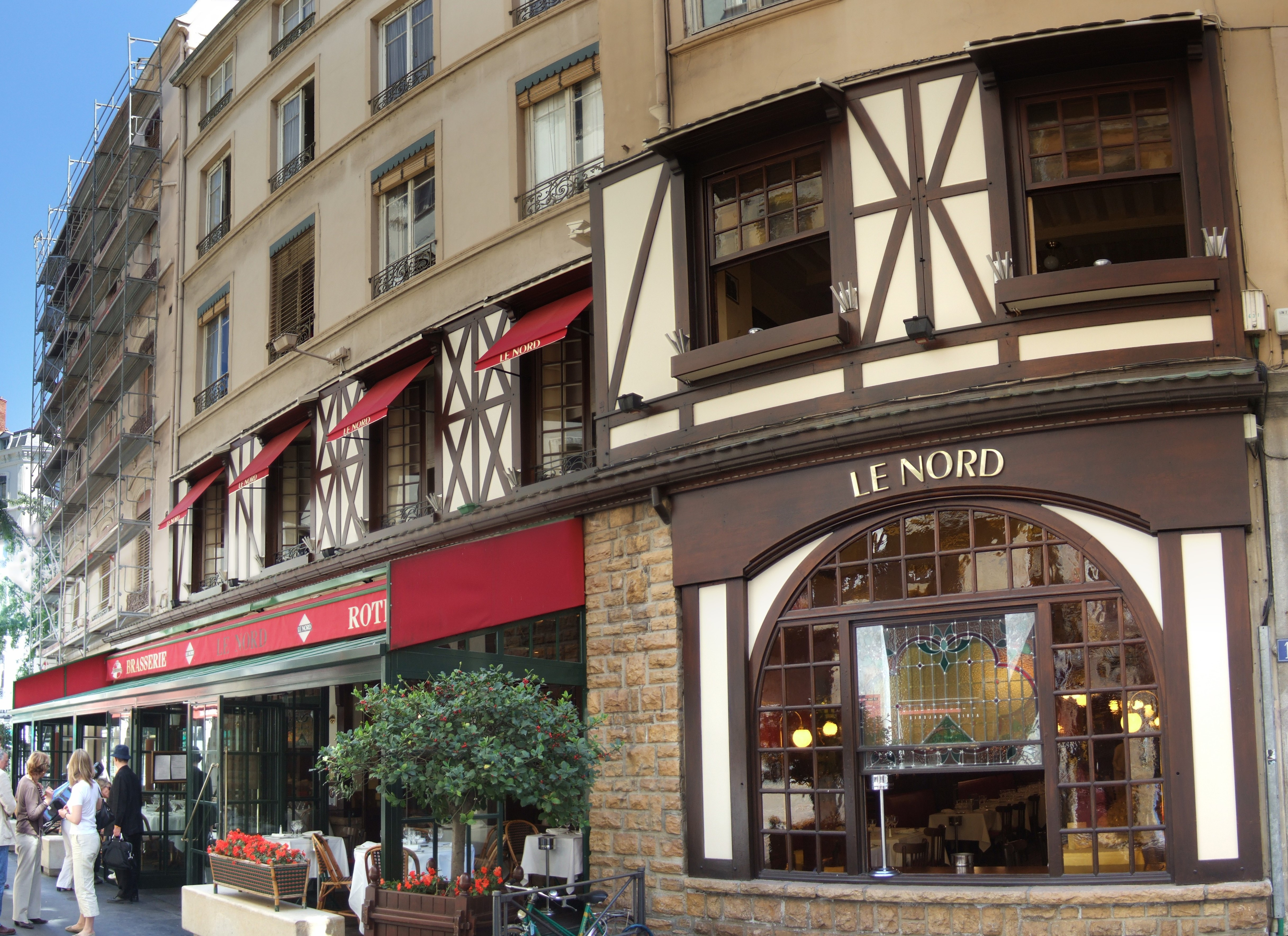
ル・ノール

- 1994年： リヨンにブラッスリー「ル・ノール（Le Nord）」（フランス北西部を中心とした伝統的料理）を開店
- 1995年： リヨンにブラッスリー「ル・スュド（Le Sud）」（南フランスを中心とした“太陽の料理”）を開店
- 1997年： リヨンにブラッスリー「レスト（L'Est）」（フランスから東方への旅の料理）を開店
- 2003年： リヨンにブラッスリー「ルウェスト（L'Ouest）」（フランスから西方への西インド諸島を中心としたエキゾチックな料理）を開店
- 2004年
  - 6月3日： ポール・ボキューズ財団（la Fondation Paul Bocuse）設立
  - 6月10日： レジオンドヌール勲章コマンドゥール（Commandeur dans l'Ordre de la Legion d'Honneur）受勲
- 2006年： 「アルジャンソン（Argenson）」開店
- 2007年：
  - 1月21日 ブラッスリー「ポール・ボキューズ・ル・ミュゼ（Paul Bocuse Le Musée）」（東京・六本木、国立新美術館内）開店
  - 9月1日 ブラッスリー「ポール・ボキューズ銀座（Paul Bocuse Ginza）」（東京・銀座、マロニエゲート内）開店
- 2016年：旭日小綬章受章
- 2018年1月20日：リヨンにて91歳で死去

## 著書
- 「リヨンの料理人　ポール・ボキューズ自伝」 晶文社 ISBN 978-4-7949-6451-9（4-7949-6451-X）
- 「ボキューズさんちの家庭料理」 新潮社 ISBN 978-4-10-226101-9（4-10-226101-X）
- 「ボキューズのフランス料理入門」 柴田書店 ISBN 978-4-388-05594-4（4-388-05594-8）